# Língua normanda
Língua Normanda ou simplesmente Normando, também conhecido como francês normando, é uma língua neolatina que faz parte do grupo das línguas de oïl. É falada na Normandia continental, na França, embora não tenha status oficial. É interessante notar que o termo “francês normando” pode também se referir ao anglo-normando, uma variante que se desenvolveu a partir dessa língua e que, por um período, foi a língua de referência nas questões jurídicas e políticas da Inglaterra. 
Na maior parte, as formas escritas do francês normando e do francês moderno são mutuamente inteligíveis. O filósofo do século XIII Roger Bacon foi o primeiro a distingui-lo junto com outros dialetos como picardo e borgonhês. Hoje, embora não goze de qualquer estatuto oficial, alguns relatórios do Ministério da Cultura francês reconhecem-no como uma das línguas regionais da França.

As áreas onde o normando é mais forte incluem Jérsei, Guérnesei, o Cotentin e o País de Caux

O normando também persiste nas regiões menos acessíveis do antigo Ducado da Normandia: as ilhas do Canal e a península do Cotentin (onde se fala o contentinês, uma forma dialetal), no oeste, e o País de Caux (onde é falado o dialeto cauchois), no leste. A facilidade de acesso a partir de Paris e a popularidade dos resorts costeiros da Normandia, como Deauville, durante o século XIX, levou a uma perda significativa da cultura normanda nas zonas centrais da Baixa Normandia.

## Línguas normandas insulares
- Jersiano
- Guernesiano
- Auregnais
- Sercquiais
- Anglo-normando

## Fonologia
Para alguns dialetologistas, parece que o h "aspirado", de fato um fonema próximo de hr que ainda é ouvido no Cotentin e especialmente no Cabo de la Hague (pronunciado: [χɑ:g]) e que se costumava ouvir em outros lugares, até a Segunda Guerra Mundial, ao longo da costa do Calvados (Bessin), ao norte do Bocage, ao sul do estuário do Sena (Pays d'Auge, Roumois) e entre Vatteville-la-Rue e Berville-sur-Seine, é devido à influência germânica; enquanto que ele se emudece no francês (o h dito "aspirado") para ter apenas uma função de evitar a ligação (hiato: un être / un hêtre), a instalação dos colonos escandinavos nesta parte da Nêustria setentrional teria impedido essa mesma evolução.